# Payalingkung
Payalingkung is een bestuurslaag in het regentschap Ogan Ilir van de provincie Zuid-Sumatra, Indonesië. Payalingkung telt 833 inwoners (volkstelling 2010).